# Militari

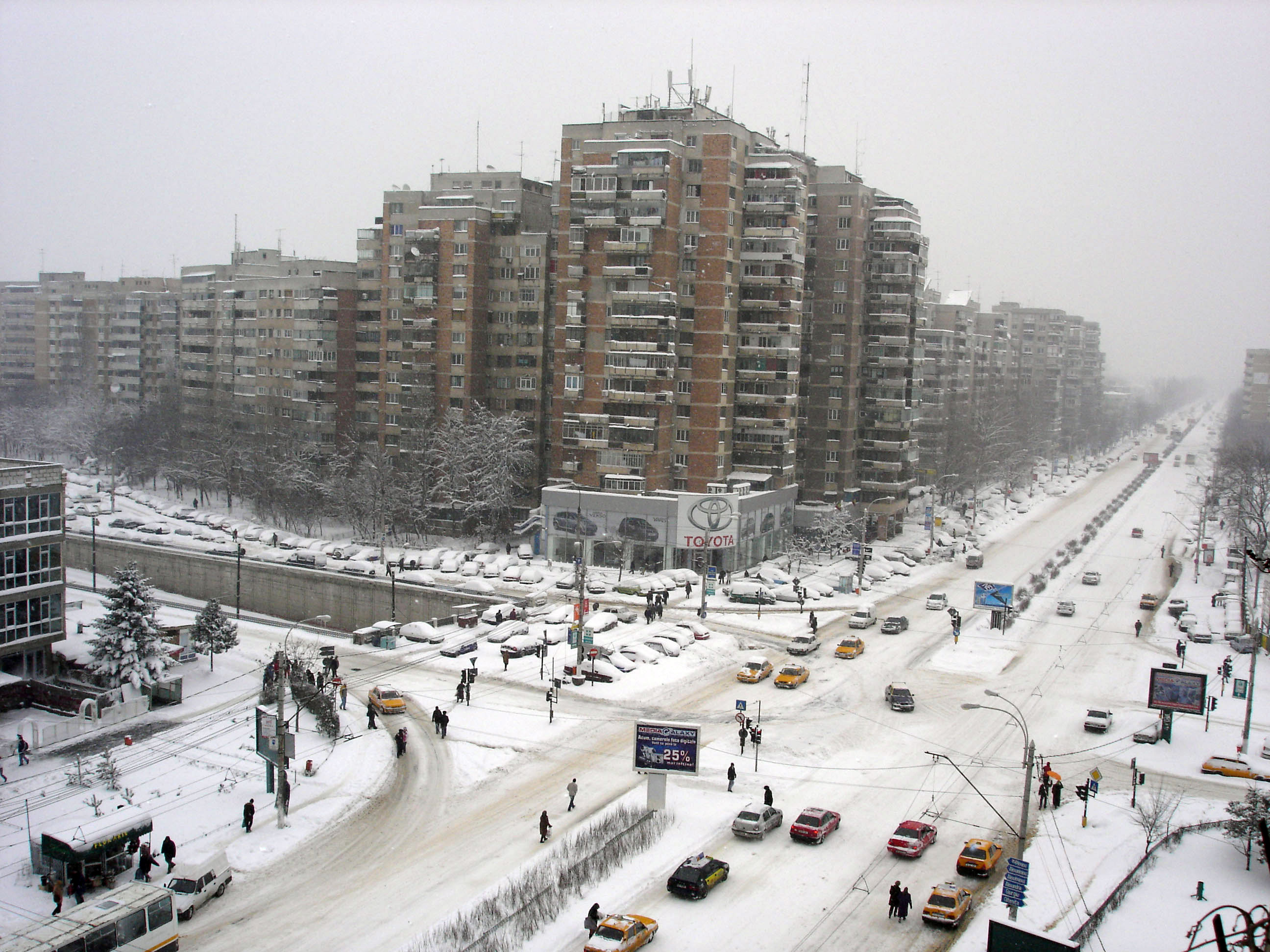
Pasajul de la Lujerului in Militari

Militari is een wijk in het westen van de Roemeense hoofdstad Boekarest. De wijk werd gebouwd in de jaren '60 door Russen, nadat het dorpje Militari met de grond gelijk werd gemaakt.
De wijk is erg compact gebouwd en heeft drie boulevards die parallel lopen. Militari grenst aan de wijken Drumul Taberei en Crângași en is het uiterst westerse gedeelte van Boekarest. Het centrum en Gara de Nord zijn aan Militari verbonden met bussen, trams en metro.
Na 1989 begon Militari zich snel te ontwikkelen en werd het een van de meest welvarende wijken van Boekarest. Winkelen gaat gemakkelijk in Militari sinds de opening van twee hypermarkten Cora & Carrefour en een modern groot winkelcentrum genaamd Plaza Romania. De wijk heeft een nieuw theater (Masca) en een moderne bioscoop (Boekarest Multiplex). Militari is de thuis van 350.000 mensen.
Districten: Sector 1 · Sector 2 · Sector 3 · Sector 4 · Sector 5 · Sector 6

Wijken: Băneasa · Berceni · Centru Civic · Colentina · Cotroceni · Crângași · Dristor · Drumul Taberei · Dudești · Ferentari · Floreasca · Giulești · Iancului · Lipscani · Militari · Obor · Olteniţei · Pantelimon · Pipera · Rahova · Tei · Titan · Văcăreşti · Vitan